# Alexandru Bogdan-Pitești

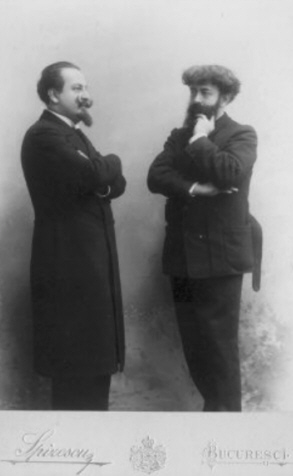
Alexandru Bogdan-Pitești et Joséphin Péladan

Alexandru Bogdan-Pitești (13 juin 1870 - 12 mai 1922) est un poète symboliste, collectionneur de tableaux et anarchiste roumain.

## Biographie
En 1896, il fonde le Salonul Independenților, sur le modèle de la Société des artistes indépendants.
Avec d'autres Symbolistes, il crée la Societatea Ileana, le premier groupe d'avant-garde roumain. Ce groupe introduisit en Roumanie la doctrine de l'Art pour l'art et le mouvement décadent. Alexandru Bogdan-Pitești a été l'ami de Joris-Karl Huysmans, du peintre Ștefan Luchian, et des poètes Alexandru Macedonski et Mateiu Caragiale.
Fervent anarchiste, il soutenait la révolution. Il s'intéressait aussi beaucoup à l'occultisme. Il était en contact avec Joséphin Peladan, qu'il a fait venir en 1898 à Bucarest. 
Il a été arrêté à de nombreuses reprises. Lors de l'élection générale de 1899, il encourage les paysans de Slatina à se soulever.
Il hérite d'un manoir dans le village de Vlaici, où il crée à partir de 1908 un camp d'été pour artistes peintres, 
Il a fondé à la fin de sa vie le journal Seara. 